# Calahanga
Calahanga é uma comuna angolana. Pertence ao município de Baía Farta, na província de Benguela.